# Антиамериканизъм
Антиамериканизъм или още американофобия е презрително, мнително или враждебно отношение към САЩ, което може да бъде насочено към политиката и организацията на обществото, както и към историята и културата на тази страна.
В историята са развити полярни чувства любов-омраза (на немски: Haßliebe) на европейците към САЩ. Критикувани са американските интервенции по света и глобалната роля на английския език.
Латинска Америка и Близкият Изток са критични към САЩ, поради провежданата нейна външна политика.

## История
Европа след Тордесиляския договор мисли и пресмята, че лесно ще завладее и колонизира Америка. Джордж Бъркли, философ и епископ, изказва теорията – translatio imperii, studii et religionis /1726/, според която напредъкът на човечеството следва хода на слънцето: изток – запад, т.е. ex orientae lux. Далечният и Близък Изток са имали съществено значение в културата на човечеството. Америките са естественото продължение на тази закономерност. Те ще играят ролята на Велика сила и генератор на знания.
Чарлз Дикенс (1842 г.) в дневник на пътешественика „American Notes“ критикува американското общество.
През XX век САЩ са враждебни на синдикалните движения на фордизма и тейлъризма. Бертолт Брехт критикува „жестокия капитализъм“. В Европа (1920) се разпространяват американски филми.
Джозефин Бейкър има голям успех в Париж, а американският елит смята, че джазът е явление, насочено против Америка.

## Критика на държавната политиката на САЩ спрямо религията
Подлага се на критика важното място на религията в американското общество.
Преди Декларацията за независимостта 13-те английски колонии в Америка са били известни с религиозната толерантност, религиозно преследвани са намирали убежище там – марани и пуритани. Във Филаделфия, града на братството, е имало протестантска, католическа църкви, а по-късно джамии, синагоги и православни църкви.
Европа критикува липсата на ясно разделение между Църква и Държава и значителното присъствие на християнската религия в публичното пространство: забраната в някои училища да се преподава еволюционната теория на Чарлз Дарвин, началото на работния ден в Сената с молитвен ритуал и обявяването в Сената на един ден в седмицата, посветен на молитва за закрила на Америка.

## Критика на милитаризма на САЩ
- Подложени са на критика милитаристичните американски интервенции с атомни бомби над Япония – бомбардиране на Токио, Дрезден – бомбардировки на Дрезден, както и единственият случай на употреба на атомно оръжие в историята – атомните бомбардировки на Хирошима и Нагасаки и др.
- Войните в Корея и Виетнам – Корейска и Виетнамска също хвърлят сянка върху уж хуманната и цивилизационна политика на САЩ.
- По време на студената война, САЩ се стремят да дестабилизират демократичните режими. ЦРУ съдейства за преврата в Чили (1973), опасявайки се от уклона на Салвадор Алиенде към комунизъм.
- Поддържат недемократични режими и хунти, като този в Саудитска Арабия.
- Държавите от Западна Европа не се противопоставят на тази политика поради наличието на американски военни бази, войски и оръжия на тяхна територия.
- В същото време протести на пацифисти срещу водените от САЩ войни завладяват улиците на Европа и САЩ.

## Критика на еколози
САЩ са обвинени в преразход на невъзобновяеми енергийни източници.